# Dingački Školj
Koordinati:   42°54′42″N, 17°22′09″E
Dingački Školj je majhen nenaseljen otoček v Jadranskem morju. Pripada Hrvaški.
Dingački Školj leži okoli 3 km zahodno od naselja Trstenik na polotoku Pelješac. Površina otočka meri 0,01 km². Dolžina obalnega pasu je 0,47 km. Najvišja točka na otočku je visoka 9 mnm.